# Leichtathletik-Weltmeisterschaften 2019/Teilnehmer (Malaysia)
| Gelbes Symbol für Goldmedaillen mit stilisierten Olympischen Ringen | Graues Symbol für Silbermedaillen mit stilisierten Olympischen Ringen | Braundes Symbol für Bronzemedaillen mit stilisierten Olympischen Ringen |
| ------------------------------------------------------------------- | --------------------------------------------------------------------- | ----------------------------------------------------------------------- |
| —                                                                   | —                                                                     | —                                                                       |

Der Leichtathletikverband von Malaysia nahm an den Leichtathletik-Weltmeisterschaften 2019 in Doha teil. Ein Athlet wurde vom malaysischen Verband nominiert.

## Ergebnisse

### Männer

#### Sprung/Wurf
| Athlet      | Disziplin  | Qualifikation | Qualifikation | Finale     | Finale |
| Athlet      | Disziplin  | Weite/Höhe    | Platz         | Weite/Höhe | Platz  |
| ----------- | ---------- | ------------- | ------------- | ---------- | ------ |
| Lee Hup Wei | Hochsprung | 2,29 m PB     | 9             | 2,27 m     | 8      |